# Пальчин, Семён Яковлевич
Семён Яковлевич Пальчин (род. 19 марта 1958, пос. Большая Хета, Усть-Енисейского района Красноярского края) - советский, российский политический и государственный деятель, депутат Съезда народных депутатов СССР (1989—1991), Уполномоченный по правам коренных малочисленных народов Красноярского края (2008—2023).

## Биография
Родился 19 марта 1958 года в поселке Большая Хета Усть-Енисейского района Таймырского (Долгано - Ненецкого) автономного района (в настоящее время - Красноярский край) в семье промысловика Пальчина Якова Михайловича, участника Великой Отечественной войны, награжденного Орденом Красной Звезды за боевые заслуги.
По национальности - ненец.

## Образование
В 1981 году окончил Красноярский сельскохозяйственный институт, по специальности - зоотехник.

## Трудовая деятельность
После окончания вуза - зоотехник совхоза «Тухард» Усть-Енисейского района. В 1986 году назначается его директором.
В 1989 году избран депутатом Верховного Совета СССР, член комиссии Совета Национальностей, член комитета Совета по экономической реформе.
С 1992 по 2001 годы заместитель Губернатора Таймырского (Долгано-Ненецкого) автономного округа – начальник управления сельского хозяйства и природопользования, затем начальник Управления сельского хозяйства и развития поселков администрации Таймырского (Долгано - Ненецкого) автономного округа.
В 2001 году избран депутатом Думы Таймырского (Долгано - Ненецкого) автономного округа.
С 2002 по 2005 год - первый заместитель главы администрации Усть-Енисейского района, затем был избран главой администрации Усть-Енисейского района Таймырского (Долгано-Ненецкого) автономного округа.
Член Всероссийской политической партии "Единая Россия".
В январе 2005 года избран депутатом Думы Таймырского (Долгано - Ненецкого) автономного округа, первый заместитель Председателя Думы - председатель постоянной комиссии по финансам, бюджету и налогам Думы Таймырского (Долгано - Ненецкого) автономного округа. Эксперт отдела экономического планирования управления экономики администрации Таймырского (Долгано - Ненецкого) муниципального района.
В 2008 году – заместитель руководителя администрации Таймырского муниципального района по делам коренных малочисленных народов Таймыра и вопросам сельского и промыслового хозяйства
В декабре 2008 года согласован депутатами Законодательного собрания Красноярского края на должность Уполномоченного по правам коренных малочисленных народов Красноярского края.
Являлся членом Правления Союза оленеводов России, экспертом рабочей группы комитета Государственной Думы по региональной политике проблемам Севера и Дальнего Востока.
Член Совета Ассоциации оленеводов мира.
С декабря 2023 года - первый заместитель Председателя правления Национального Союза оленеводов России.
Президент Союза оленеводов Красноярского края.
Вице-президент Ассоциации коренных малочисленных народов Севера, Сибири и Дальнего Востока Российской Федерации.

## Награды и звания
За плодотворную работу и весомый вклад в социально-экономическое развитие округа присвоено звание «Почётный гражданин Таймыра», Заслуженный работник Таймырского (Долгано-Ненецкого) автономного округа.
Награжден Почётной Грамотой Президента Российской Федерации, Почётной Грамотой Государственной Думы Федерального Собрания Российской Федерации, Почётной Грамотой Законодательного собрания Красноярского края.
Кандидат в мастера спорта СССР по дзюдо.

## Семья
Отец, Пальчин Яков Михайлович, по национальности - ненец, родился в 1914 году в Усть-Енисейском районе Таймырского (Долгано - Ненецкого) автономного округа. Окончил школу, вступил в комсомол. В 1930-е годы был избран секретарем Усть-Енисейского районного комитета Всесоюзного ленинского коммунистического союза молодежи. В 1940 году был принят в кандидаты Коммунистической партии Советского Союза. Добровольцем ушел на фронт. Воевал на Ленинградском и Калининском фронтах в должности снайпера/разведчика. Участвовал в прорыве блокады Ленинграда. Закончил войну в Восточной Пруссии. На фронте был ранен. За боевые заслуги награжден Орденом Красной Звезды, медалями: "За оборону Ленинграда", "За взятие Кёнигсберга", "За боевые заслуги", "За победу над Германией в Великой Отечественной войне", юбилейными медалями. После демобилизации вернулся на родину. Умер в пос. Усть-Порт Усть-Енисейского района Таймырского (Долгано - Ненецкого) автономного округа в 1984 году.   
Женат, супруга - Пальчина Инна Николаевна (род. 14 июля 1966 года, пос. Потапово, Енисейского района Таймырского (Долгано - Ненецкого) автономного округа) - врач стоматолог-терапевт высшей категории, воспитывают двух детей.